# Kamilla Kjeldsen
Kamilla Kjeldsen (født 15. oktober 1978) er en dansk elitebowlingspiller, der 11. juni 2008 var med i den danske trio, der vandt EM. I øjeblikket spiller hun for bowlingklubben Stars and Strikes i Horsens.
Kamilla Kjelsen begyndte at bowle i 1987. Hun havde gode resultater som ungdomsspiller, hvor hun i 1994 og 1996 var med på det danske EM-bronzehold for femmandshold. Som seniorspiller har hun fortsat markeret sig nationalt og internationalt. Hun har blandt andet fire DM-titler, flere NM-titler samt bronze og sølv fra både EM og VM, herunder sølv i tomandshold ved VM i 2005. Den første guldmedalje ved et stort mesterskab kom ved EM i Odense i 2008 i trio.
I det civile liv er Kamilla Kjeldsen fysioterapeut.